# Akacija
Akacija (lat. Acacia; od grč. akakía, 'nedužnost', 'nevinost'), biljni rod s trenutno 1393 priznatih vrsta listopadnih ili zimzelenih tropskih ili suptropskih biljaka, raširenih pretežito u Australiji. U Hrvatskoj se obični bagrem (Robinia pseudoacacia) pogrešno naziva akacijom. Za prave akacije se udomaćio naziv mimoze.

## Rasprostranjenost i uporaba
Akacija raste kao drvo s visokom krošnjom, grm i polugrm ili, rjeđe, kao drvenasta penjačica. Akacije se lako kultiviraju u odgovarajućim ekološkim uvjetima. Raširene su po Sredozemlju, a u Hrvatskoj u najtoplijim primorskim klimatima (Vis, Hvar, Dubrovnik). Cijene se zbog ukrasnih i često vrlo mirisnih cvjetova. Cvjetići skupljeni u cvatove imaju duge, živo obojene prašnike, koji strše iz cvijeta dajući mu osnovnu boju. Dvostruko perasto sastavljeni listovi imaju mnogo sitnih listića. Mnoge se vrste uzgajaju u drvoredima i parkovima. Cvjetovi se upotrebljavaju u cvjećarstvu i za proizvodnju parfema.
Drvo se nekih akacija cijeni od davnina zbog trajnosti, boje i mirisa, pa ima široku tehničku i dekorativnu primjenu. Drvo vrste Acacia pendula miriše poput ljubice, a drvo vrste Acacia acuminata kao malina. Acacia catechu iz tropske Afrike i Indije daje trijeslovinu catechu za štavljenje i bojenje kože. Iz vrste Acacia senegal dobiva se ljepilo gummi arabicum (Arapska guma), a neke druge vrste daju ostale gume.

## Toksičnost
Iz nekih se vrsta izlučuje eterično ulje. Kora i plodovi većine vrsta sadrže trijeslovinu (tanin). Najcjenjenije australsko drvo daje Acacia melanoxylon.